# Wedlock (film, 1918)
Pour les articles homonymes, voir Wedlock.
Pour plus de détails, voir Fiche technique et Distribution.
Wedlock est un film américain réalisé par Wallace Worsley, sorti en 1918.

## Fiche technique
- Titre : Wedlock
- Réalisation : Wallace Worsley
- Scénario : Denison Clift
- Photographie : L. Guy Wilky
- Pays d'origine : États-Unis
- Format : Noir et blanc - 1,33:1 - Film muet
- Genre : drame
- Durée : 50 minutes
- Date de sortie : 1918

## Distribution
- Louise Glaum : Maargery Harding
- John Gilbert : Granger Hollister
- Herschel Mayall : George Osborne
- Charles Gunn (en) : Révérend Grover King
- Joseph J. Dowling : Philip Merrill
- Beverly Randolph : Catherine Merrill
- Leatrice Joy : Jane Hollister
- Harry Archer : Lord Cecil Graydon
- Ida Lewis (en) : Mrs Merrill
- Aggie Herring : Mrs Martin
- Helen Dunbar